# Ostrożeń Trzeci
Ostrożeń Trzeci – kolonia leżąca w województwie mazowieckim, w powiecie garwolińskim, w gminie Żelechów.
Kolonia wchodzi w skład sołectwa Władysławów.
| SIMC    | Nazwa   | Rodzaj        |
| ------- | ------- | ------------- |
| 0697113 | Józefów | część kolonii |
| 0697120 | Ragusin | część kolonii |

W latach 1975−1998 kolonia administracyjnie należała do województwa siedleckiego.